# Tiro ai Giochi della XXXIII Olimpiade - Pistola 25 metri automatica maschile
La gara di pistola 25 metri automatica maschile ai Giochi della XXXIII Olimpiade di Parigi si è svolta dal 4 al 5 agosto 2024 presso il poligono di tiro di Châteauroux. Hanno preso parte alla competizione 29 tiratori in rappresentanza di 19 nazioni.
La competizione è stata vinta dal tiratore cinese Li Yuehong, mentre il sudcoreano Cho Yeong-jae e il cinese Wang Xinjie hanno ottenuto rispettivamente l'argento e il bronzo.

## Record
Prima della competizione, il record del mondo e il record olimpico nella specialità pistola 25 metri automatica maschile erano i seguenti:
| Record qualificazioni | Record qualificazioni | Record qualificazioni      | Record qualificazioni             |
| --------------------- | --------------------- | -------------------------- | --------------------------------- |
| Record mondiale       | 593                   | Christian Reitz Germania   | 30 luglio 2013 Osijek, Croazia    |
| Record mondiale       | 593                   | Kim Jun-hong Corea del Sud | 6 luglio 2014 Pechino, Cina       |
| Record olimpico       | 592                   | Alexei Klimov Russia       | 3 agosto 2012 Londra, Regno Unito |
| Record finali         |                       |                            |                                   |
| Record mondiale       | 39                    | Li Yuehong Cina            | 22 agosto 2023 Baku, Azerbaigian  |
| Record olimpico       | 34                    | Leuris Pupo Cuba           | 3 agosto 2012 Londra, Regno Unito |

## Programma
| Data          | Ora (UTC+2) | Evento                   |
| ------------- | ----------- | ------------------------ |
| 4 agosto 2024 | 09:00       | Qualificazioni - turno 1 |
| 4 agosto 2024 | 13:00       | Qualificazioni - turno 2 |
| 5 agosto 2024 | 09:30       | Finale                   |
| Fonte:        |             |                          |

## Risultati

### Qualificazioni
| Pos.   | Atleta                | Nazione       | Turno 1 | Turno 1 | Turno 1 | Turno 1 | Turno 2 | Turno 2 | Turno 2 | Turno 2 | Tot.    | Note |
| Pos.   | Atleta                | Nazione       | 8s      | 6s      | 4s      | Tot     | 8s      | 6s      | 4s      | Tot     | Tot.    | Note |
| ------ | --------------------- | ------------- | ------- | ------- | ------- | ------- | ------- | ------- | ------- | ------- | ------- | ---- |
| 1      | Li Yuehong            | Cina          | 97      | 99      | 98      | 294     | 98      | 98      | 98      | 294     | 588-30x | Q    |
| 2      | Wang Xinjie           | Cina          | 99      | 98      | 96      | 293     | 99      | 98      | 97      | 294     | 587-24x | Q    |
| 3      | Pavlo Korostylov      | Ucraina       | 98      | 100     | 95      | 293     | 100     | 98      | 96      | 294     | 587-17x | Q    |
| 4      | Cho Yeong-jae         | Corea del Sud | 100     | 100     | 97      | 297     | 99      | 97      | 93      | 289     | 586-22x | Q    |
| 5      | Massimo Spinella      | Italia        | 100     | 97      | 97      | 294     | 99      | 97      | 96      | 292     | 586-19x | Q    |
| 6      | Florian Peter         | Germania      | 99      | 98      | 95      | 292     | 100     | 99      | 94      | 293     | 585-27x | Q    |
| 7      | Clément Bessaguet     | Francia       | 100     | 97      | 96      | 293     | 98      | 100     | 94      | 292     | 585-17x |      |
| 8      | Maksym Horodynets     | Ucraina       | 99      | 96      | 94      | 289     | 99      | 99      | 97      | 295     | 584-14x |      |
| 9      | Vijayveer Sidhu       | India         | 98      | 98      | 97      | 293     | 100     | 98      | 92      | 290     | 583-26x |      |
| 10     | Nikita Chiryukin      | Kazakistan    | 98      | 99      | 96      | 293     | 97      | 100     | 93      | 290     | 583-20x |      |
| 11     | Peeter Olesk          | Estonia       | 98      | 98      | 93      | 289     | 97      | 100     | 97      | 294     | 583-17x |      |
| 12     | Riccardo Mazzetti     | Italia        | 95      | 97      | 97      | 289     | 100     | 98      | 96      | 294     | 583-14x |      |
| 13     | Anish Anish           | India         | 98      | 98      | 97      | 293     | 99      | 97      | 93      | 289     | 582-22x |      |
| 14     | Matěj Rampula         | Rep. Ceca     | 99      | 96      | 93      | 288     | 97      | 97      | 99      | 293     | 581-22x |      |
| 15     | Ghulam Mustafa Bashir | Pakistan      | 98      | 99      | 95      | 292     | 97      | 97      | 95      | 289     | 581-19x |      |
| 16     | Leuris Pupo           | Cuba          | 98      | 97      | 90      | 285     | 100     | 98      | 98      | 296     | 581-13x |      |
| 17     | Song Jong-ho          | Corea del Sud | 98      | 98      | 96      | 292     | 99      | 98      | 91      | 288     | 580-26x |      |
| 18     | Ruslan Lunev          | Azerbaigian   | 98      | 98      | 93      | 289     | 98      | 100     | 93      | 291     | 580-22x |      |
| 19     | Keith Sanderson       | Stati Uniti   | 98      | 98      | 93      | 289     | 99      | 97      | 94      | 290     | 579-16x |      |
| 20     | Enkhtaivany Davaakhüü | Mongolia      | 97      | 98      | 93      | 288     | 99      | 95      | 96      | 290     | 578-20x |      |
| 21     | Jorge Álvarez         | Cuba          | 96      | 96      | 98      | 290     | 100     | 94      | 94      | 288     | 578-18x |      |
| 22     | Jean Quiquampoix      | Francia       | 98      | 96      | 96      | 290     | 100     | 94      | 94      | 288     | 578-16x |      |
| 23     | Christian Reitz       | Germania      | 99      | 98      | 94      | 291     | 98      | 98      | 90      | 286     | 577-15x |      |
| 24     | Omar Mohamed          | Egitto        | 97      | 97      | 94      | 288     | 98      | 97      | 93      | 288     | 576-18x |      |
| 25     | Henry Turner Leverett | Stati Uniti   | 96      | 97      | 93      | 286     | 98      | 93      | 96      | 287     | 573-16x |      |
| 26     | Sergei Evglevski      | Australia     | 96      | 95      | 92      | 283     | 99      | 97      | 94      | 290     | 573-14x |      |
| 27     | Martin Podhráský      | Rep. Ceca     | 95      | 99      | 92      | 286     | 100     | 96      | 91      | 287     | 573-11x |      |
| 28     | Dai Yoshioka          | Giappone      | 98      | 93      | 93      | 284     | 98      | 96      | 94      | 288     | 572-12x |      |
| 29     | Douglas Gómez         | Venezuela     | 95      | 94      | 95      | 284     | 96      | 99      | 90      | 285     | 569-12x |      |
| Fonte: |                       |               |         |         |         |         |         |         |         |         |         |      |

### Finale
| Pos.    | Atleta           | Nazione       | Serie | Serie | Serie | Serie | Serie | Serie | Serie | Serie | Note |
| Pos.    | Atleta           | Nazione       | 1     | 2     | 3     | 4     | 5     | 6     | 7     | 8     | Note |
| ------- | ---------------- | ------------- | ----- | ----- | ----- | ----- | ----- | ----- | ----- | ----- | ---- |
| Oro     | Li Yuehong       | Cina          | 5     | 8     | 12    | 14    | 18    | 23    | 27    | 32    | 1    |
| Argento | Cho Yeong-jae    | Corea del Sud | 3     | 6     | 11    | 15    | 19    | 21    | 24    | 25    |      |
| Bronzo  | Wang Xinjie      | Cina          | 5     | 8     | 11    | 13    | 17    | 20    | 23    | N.D.  |      |
| 4       | Florian Peter    | Germania      | 2     | 7     | 11    | 14    | 18    | 20*   | N.D.  | N.D.  | SO   |
| 5       | Pavlo Korostylov | Ucraina       | 4     | 6     | 10    | 14    | 16    | N.D.  | N.D.  | N.D.  |      |
| 6       | Massimo Spinella | Italia        | 1     | 4     | 9     | 10    | N.D.  | N.D.  | N.D.  | N.D.  |      |
| Fonte:  |                  |               |       |       |       |       |       |       |       |       |      |